# Minakshi

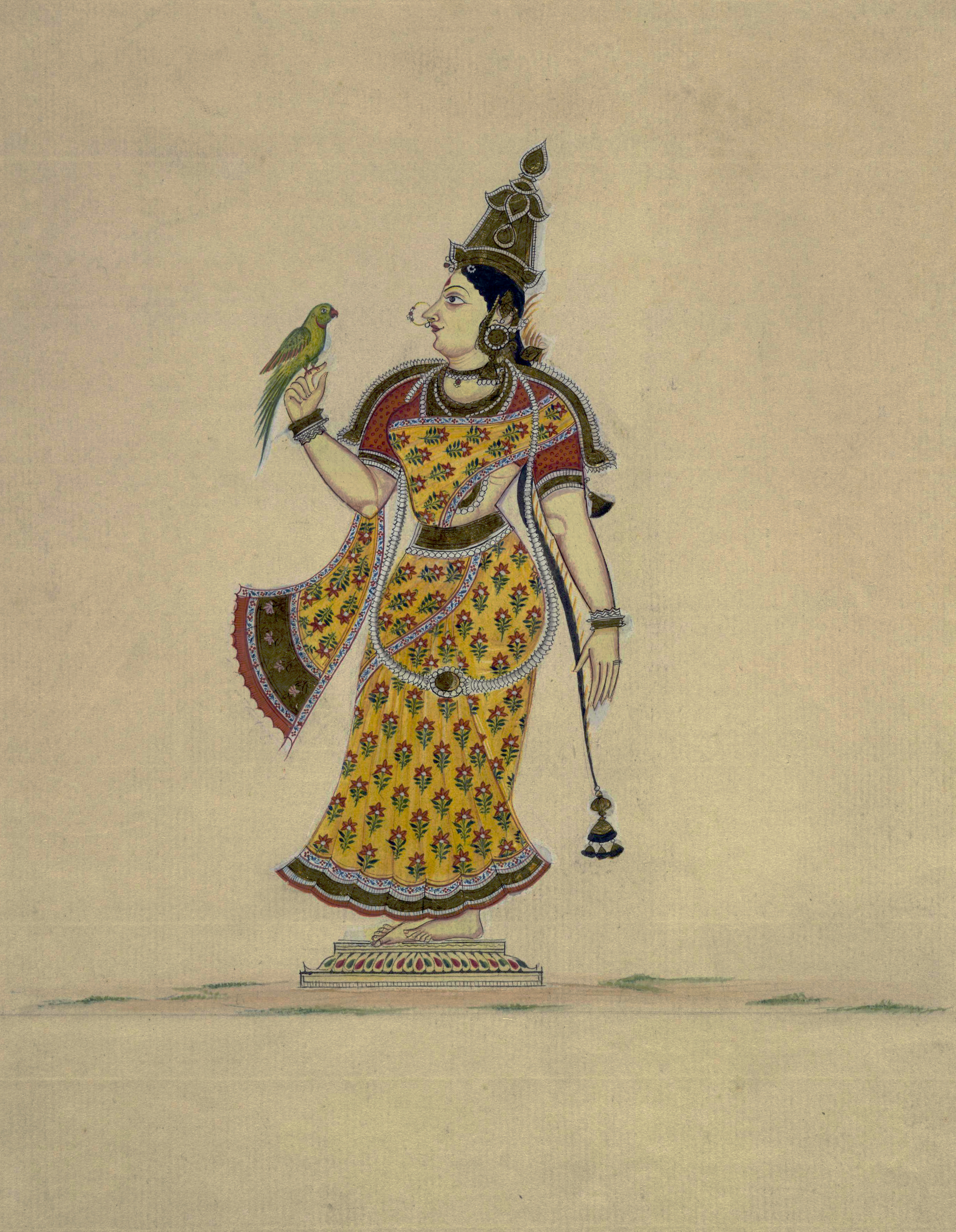
Die Göttin Minakshi auf einer Gouache von etwa 1820

Minakshi (Sanskrit मीनाक्षी Mīnākṣī [miːˈnɑːkʂiː] „die Fischäugige“) ist eine in Südindien sowie in Teilen der indischen Diaspora verehrte, tamilische, hinduistische Göttin. Sie ist den Gramadevatas zuzurechnen. Minakshi ist Mutter-, Kriegs- sowie Schutzgöttin der Fischer. Sie wird als lokale Erscheinungsform von Parvati identifiziert und war eine große Verehrerin des Gottes Shiva. Minakshi ist die Schwester Vishnus und Gefährtin Shivas. Als ihre Heimstätte gilt der Minakshi-Tempel von Madurai, wo dem Mythos zufolge die Hochzeit zwischen ihr und Shiva stattfand. Minakshi wird anthropomorph mit grüner Haut dargestellt, ihr Attribut ist ein Papagei und ein Blumenstrauß. Gelegentlich trägt sie auch ein Schwert. In der Regel wird sie neben zwei Fischen abgebildet. Ihr Vahana ist ebenfalls ein Fisch.
Der Name Minakshi bedeutet „die Fischäugige“. Die Deutung des Namens ist unklar. Meist wird angenommen, das Epitheton „fischäugig“ beziehe sich auf die Schönheit der Augen der Göttin, welche die lange und anmutige Form eines Fisches hätten (in ähnlicher Weise werden in der indischen Dichtung die Augen schöner Frauen oft mit Lotusblättern verglichen). Teils wird der Name auch damit erklärt, dass die Götter indischen Vorstellungen zufolge ebenso wenig wie Fische mit den Augen blinzeln. In Ritualen spielt der Blick (Darshana) der Göttin eine zentrale Rolle. Die Göttin ist ganz Blick.
Minakshi ist im Wesentlichen eine lokale Gottheit, die sich nur an ihrem Haustempel in Madurai in Tamil Nadu im zentralen Schrein manifestiert. Dort wird sie zusammen mit ihrem Gemahl Shiva, der dort Sundareshvara heißt, als Hauptgottheit verehrt. Sie steht hierbei jedoch im Mittelpunkt. In Südindien gibt es darüber hinaus einige wenige Tempel, in denen ein Nebenschrein Minakshi gewidmet ist. Zudem errichteten ausgewanderte Tamilen in Port Louis, der Hauptstadt von Mauritius, und in der texanischen Stadt Pearland Minakshi-Tempel. Die Verehrung von Minakshi ist auch in der Ferne auf ihren Ursprungsort Madurai bezogen.

## Ursprungsmythos
Eines Tages tötete Indra einen „Dämonen“, obwohl dieser niemandem geschadet hatte. Dieser Akt brachte einen Fluch über Indra, der ihn zwang, immer weiter zu wandern, bis er ging, um einen Weg zu suchen, bei dem niemand ihm sagen würde, wo er weiter hingehen soll, um ihn von seiner Sünde zu erlösen. Nach vielem Wandern wurde Indra von seinem Leiden durch die Kraft eines befreiten Shivalingams in einem Wald erlöst, und so baute er einen kleinen Tempel an dieser Stelle. So geschah es, dass es zu dieser Zeit in Südindien einen Pandyan-König namens Malayadhwaja Pandiyan gab, der eine kleine Stadt mit dem Namen Manavur regierte, die ganz in der Nähe dieses Shivalingam lag. Er war der Sohn von Kulashekara Pandiyan. Er kam, um das Shivalingam kennenzulernen und beschloss, einen riesigen Tempel für Shiva im Wald Kandambavanam (tamil vanam bedeutet Wald) zu bauen. Er entwickelte auch die Region zu einem feinen fürstlichen Staat namens Madurai. Der König war kinderlos und suchte einen Erben für das Reich. Shiva gewährte ihm seine Gnade durch ein Ayonija-Kind (ein Kind, das nicht aus dem Mutterleib geboren wurde). Dieses aus dem Opferfeuer des Königs geborene Kind war drei Jahre alt und eigentlich die Inkarnation der Muttergöttin Parvati, der Frau von Shiva. Sie wurde wie ein Junge erzogen.
Sie wurde mit drei Brüsten und fischförmigen Augen geboren. Es wurde gesagt, dass ihre zusätzliche Brust verschwinden würde, sobald sie ihren zukünftigen Mann kennenlernen würde. Sie wurde Minakshi aus den Worten mina (d. h. Fisch) und aksi (d. h. Auge) genannt.
Sie würde zu einer Shiva-Shakti-Personifikation werden. Nach dem Tod des Königs, ihres Vaters, regierte sie das Reich mit großer Weisheit und geschickter Verwaltung. Aus ihr wurde eine große Kriegerin, die die ganze Welt erobern wollte. In einer ihrer Expeditionen und Feldzügen ging sie zum Himalaya-Gebirge und wollte dort das Heer des Shiva herausfordern. Doch beim Anblick des Gottes verschwand ihre zusätzliche dritte Brust. Shiva gelang es, Minakshi zu zähmen. Überwältigt von Bescheidenheit, Unschuld und Schüchternheit, begann sie mit ihrer Zehe verlegen den Boden zu kratzen. Ihr Charakter wandelte sich also völlig. Viele der Göttinnen und Götter kamen, um ihre Ehe zu bezeugen.
Auf den Hochzeitsfeierlichkeiten in Madurai weigerten sich die anwesenden Götter, das servierte Essen zu verspeisen, bis Shiva nicht seinen majestätischen Tanz, den Tandava, für jedermann vor Ort vorführen würde. An diesem Ort fand der Tanz des Chidambaran vor den Augen seiner Frau Minakshi statt. Er verkörperte und fusionierte alle Kräfte des Lebens und Schönheit zu einer Einheit. Am Ende verschmolz Minakshi mit dem Shivalingam und wurde die Darstellung des Lebens und der Schönheit. So gelang es Shiva aus der großen Kriegerin und Königin der Schlacht ein schüchternes Mädchen und am Ende eine gehorsame und unterwürfige Ehefrau zu machen. Gemeinsam herrschen sie über die Stadt, Shiva unter dem Namen Sundara Pandhya. Zusammen zeugten sie den Gott Kartikeya (tamilisch Murugan), der ihnen als Thronnachfolger unter dem Namen Ugra Pandya als Herrscher über Madurai folgte. Mit der Zeit verschwanden Minakshi und Shiva aus der Stadt und zogen sich in ihren Tempel zurück. Der Gott, so heißt es, kehre jedoch regelmäßig dorthin zurück, um nach den Einwohnern zu sehen und zahlreiche Wunder zu wirken. Er bleibt der wahre Herrscher der Stadt.